# Samefolket
Samefolket (schwedisch das Volk der Samen, das Samenvolk) ist eine schwedischsprachige samische Zeitschrift, die seit 1918 regelmäßig veröffentlicht wird und ist die einzige samische Zeitschrift auf der schwedischen Seite Sápmis. Neben der samischen Kultur, Politik und Gesellschaft werden außerdem andere indigene Völker der Welt thematisiert. Die Zeitschrift veröffentlicht außerdem regelmäßig samischsprachige Artikel.

## Ziele und Inhalte
Die Zeitschrift beleuchtet eine samische Perspektive in Bezug auf kulturelle und politische Konflikte und Themen. Sie dient als Medium, das zwischen samischen Gruppen vermittelt, aber auch dazu dient, mehr Wissen und Information über die samische Kultur, sowie samische Politik und Interessenskonflikte für die Allgemeinheit zugänglich zu machen. Finanziert wird die Zeitschrift vom SSR (Svenska Samernas Riksförbund) und der RSÄ (Riksorganisationen Same Ätnam). Unterstützt wird sie außerdem vom Kulturausschuss des Samischen Parlaments in Schweden sowie vom schwedischen Staatsrat für Kultur.

## Geschichte
Erste Versuche eine samische Zeitschrift zu veröffentlichen gab es mit Lapparnes egen tidning (schwedisch die eigene Zeitung der Lappen). Begründet wurde diese von Torkel Tomasson, dem Sekretär der Zentralorganisation der Samen (schwedisch Lapparnes centralförbund) der im Zuge der samischen Bewegung gegen die Unterdrückung durch die schwedische Regierung eine wichtige Rolle spielte. Tomasson war bis 1940 Chefredakteur der Zeitung, die seit dem Jahre 1918 nach einigen Unterbrechungen schließlich unter dem neuen Namen Samefolkets Egen Tidning bzw. kurz Samefolket regelmäßig veröffentlicht wird. Ziel der Zeitschrift war unter anderem, ein Zusammengehörigkeitsverständnis unter den Samen in Schweden zu schaffen. Es handelte sich daher um ein wichtiges Medium, das zwischen den verschiedenen Interessengruppen in der samischen Widerstandsbewegung vermitteln sollte und über die Situation der Samen informieren sollte.
Neben Tomasson spielte auch Elsa Laula Renberg eine bedeutende Rolle, die mit ihren Aufsätzen einen wesentlichen Beitrag zur Gründung der Zeitschrift leistete.
Im Jahre 2019 feierte die Zeitschrift ihr hundertjähriges Jubiläum. Zu diesem Anlass wurde ein Jubiläumsbuch von Victoria Harnesk und Åsa Lindstrand herausgegeben, das die wichtigsten kulturellen sowie politischen Ereignisse und Personen der letzten 100 Jahre samischer Geschichte in Schweden näher beleuchtet.

## Chefredakteure
- Torkel Tomasson 1904 – 1905 (Lapparnes egen tidning), 1918 – 1940 (Samefolkets egen tidning)
- Gustav Park 1940 – 1960
- Israel Ruong 1960 – 1973
- Olle Andersson 1974 – 1978
- Pål Doj 1978 – 1983
- Olle Andersson 1983 – 1996
- Gustaf Jillker 1996 – 2003
- Katarina Hällgren 2003 – 2016
- Åsa Lindstrand seit 2016